# Heterolocha jobaphegrapha
Heterolocha jobaphegrapha là một loài bướm đêm trong họ Geometridae.